# リュウ・シャム
リュー・ジュ・シャム（Lu Jeu Sham、中国名: 沈 呂九、1938年4月28日 - ）は、中国系アメリカ人の物理学者である。ウォルター・コーンと共にコーン-シャム方程式に関する業績で最も知られている。

## 略歴
リュー・ジュ・シャムの家族は福建省福州市出身であるが、リューは1938年4月28日に英領香港で生まれた。1960年にインペリアル・カレッジ・ロンドンでB.Sc.、1963年にケンブリッジ大学でPhD（物理学）の学位を得た。
カリフォルニア大学サンディエゴ校で物理学科の教授、学科長を務めた。現在はUCSDの名誉教授である。
1998年に米国科学アカデミーに選出された。2000年ウィリス・ラム賞受賞。

## 業績
シャムは密度汎関数理論（DFT）に関する研究で著名であり、ウォルター・コーンと共にDFTのコーン-シャム方程式を考案した。コーン-シャム法は材料科学において広く使われている。コーンは1998年にコーン-シャム方程式とDFTに関連したその他の業績によってノーベル化学賞を授与された。
シャムのその他の研究には、凝縮系物理学、量子情報処理のための半導体ナノ構造中の電子磁気モーメントの光学制御がある。